# Golfo de Noto
El golfo de Noto (del italiano: Golfo di Noto) es una amplia ensenada del mar Mediterráneo localizada en la costa sureste de Sicilia, entre la península de Magdalena (cercana a Siracusa) y la península del Cabo Passero. El golfo pertenece enteramente a la provincia de Siracusa.
La boca está orientada al este y tiene una anchura de unos 39 km. Las costas son en su mayoría bajos, y en el golfo desembocan los ríos Cassibile y Tellaro.
En sus costas golfo se localizan, de norte a sur, las localidades de Arenella, Ognina, Fontane Bianche, Gallina, Avola (31.697 hab. en 2009), San Lorenzo, Marzamemi y Portopalo  de Capo Passero.
- Datos: Q3773160